# Dwoje do poprawki
Dwoje do poprawki (ang. Hope Springs) – amerykański komediodramat z 2012 roku w reżyserii Davida Frankela.
Światowa premiera filmu miała miejsce 8 sierpnia 2012 roku, natomiast w Polsce 14 września 2012 roku.

## Opis fabuły
Kay (Meryl Streep) i Arnold (Tommy Lee Jones) są małżeństwem z kilkudziesięcioletnim stażem. W ich związku namiętność dawno wygasła, z czym głównie ona nie może się pogodzić. Kobieta chciałaby, żeby między nimi iskrzyło jak w czasach młodości. Znajduje poradnik dla par autorstwa doktora Felda i wpada na pomysł, że namówi partnera na podróż z Omaha w stanie Nebraska do Maine w odległej Nowej Anglii, gdzie przyjmuje wybitny specjalista. Ale przekonanie Arnolda do udziału w turnusie terapeutycznym nie jest łatwe, gdyż mąż nie ma ochoty analizować związku. „Nawet jeśli przychodzisz na terapię bez większych problemów do rozwiązania, po odwiedzinach u lekarza będziesz je mieć, bo powiesz rzeczy, których nie da się cofnąć” - taka jest jego dewiza. Ale Kay bardzo zależy na wykrzesaniu choć iskierki ognia w małżeńskich relacjach. Postanawia więc zrealizować plan, z mężem lub bez niego. Ta dotąd łagodna kobieta staje się bardzo stanowcza. Czy mąż w końcu ulegnie żonie?

## Obsada
- Meryl Streep jako Kay Soames
- Tommy Lee Jones jako Arnold Soames
- Steve Carell jako doktor Bernie Feld
- Elisabeth Shue jako Karen
- Jean Smart jako Eileen
- Ben Rappaport jako Brad
- Marin Ireland jako Molly
- Mimi Rogers jako Carol
- Becky Ann Baker jako Cora